# 平沢騎士
平沢 騎士（ひらさわ ないと）は日本の元お笑い芸人、音楽家、俳優。北海道出身。
元お笑いコンビ「アクアジェラート」のツッコミ担当。相方は810(やと)。立ち位置は向かって右。

## 経歴
2004年に吉本興業札幌支社（札幌吉本）が開催するオーディションライブに参加するため、中学の同級生である810とコンビ「アクアフレッシュ」を結成。
M-1グランプリ2006の1回戦札幌予選をアマチュアながら通過し、当時の札幌事務所の社員の目に留まりヘッドハンティングで札幌吉本に所属。所属の際にコンビ名を「アクアジェラート」に改名。もともと『学校へ行こう！』の「B-RAP HIGH SCHOOL」に憧れてお笑いを始めたことから、歌ネタが多かった。札幌事務所の中でアクアジェラートは人気のあるコンビではなく、ぬのかわひろき（現：トム・ブラウン）らとともに下位ライブでくすぶっていたものの、芸人間での評価は高かった。上京してライブに出演した際は東京の芸人が舞台袖で漫才を覗きに来るほどであったが、2009年6月に解散。
解散と同時に札幌吉本を退所。その後も不定期であるが810とのコンビ活動を継続。一時期はコンビ名を「ストロベリーギャング」に変更して活動していた。その後、北海笑事（現 LOL）に所属し活動。同所属の小高健（元モルモンガー、達磨屋サンデーマンデー）とコンビ「じょっぴんかる」（北海道方言で「鍵をかける」の意）を組みTHE MANZAIやM-1グランプリの予選に参戦したが、2017年1月に解散。
2018年7月末にLOLを退所後は、フリーランスでライブ活動をメインに芸人活動を継続。映画『漆黒の神威 』にて浜野光一役で出演し俳優活動。配信アプリBIGOでライバーとしても活動。

## 音楽活動
男女2人組音楽ユニット「Candy Blossom」（略称「キャンブロ」）として活動している。

### 来歴
2015年から前述の「じょっぴんかる」としての活動の傍ら芸のひとつとして音楽芸を始める。
当初は平沢騎士ソロでのギターのみで演奏していた。同年に長岡未来とキャンブロの前身となる「Japanese Garden」を結成。2016年、「Japanese Garden」を解散し「Candy Blossom」を結成。2021年、平沢ソロで配信アプリBIGOにて歌ライバーとして活動。BIGO用に新曲を制作し、配信にて歌っている。

### 特徴
2015年当初から披露していた楽曲『あなたにもう一度』や『ダディとマミィ』は2000年に制作されたオリジナル曲であり、2015年以降それらの曲を打ち込みで再制作し発表してきた。『消えない夏』や『一目惚れFall in love』なども2000年に制作された曲となる。
作る曲はオリジナル3割のオマージュ7割である。そのため、実在する曲の聴き覚えのあるメロディが多数出てくる曲が多い。それでも本人は一貫して「オリジナルです」と言う。オマージュばかりを披露する場面が増えすぎて、周りから「本当は全部パクりなんじゃない?」と言われた事で焦り、もうネタバレ関係なく、コアなファンしかわからないような曲のオマージュを作って「オリジナルです」と言うが、結果誰かにバレてしまい、周りから「それは一番やっちゃいけないやつだろ」とツッコまれてしまっている。

### オマージュ楽曲
- マリーアントワネット
  - 『BOOWY／marionnette』
- 恋は負け
  - 『KAN／愛は勝つ』
- ウェディングロード
  - 『THE 虎舞竜／ロード』

など

### ボーカルについて
女性ボーカルとのユニットであるがボーカルは度々交替している。メンバーである女性ボーカルの個人名は外国人タレントの名からモジられている。2023年現在、13代目ボーカルと継続中。平沢いわく1番人気のあったボーカルは3代目のババイア・キャリーで、相席スタート山崎ケイの元相方、お笑いコンビ・元KBBYのBB。

### 歴代ボーカル
- Japanese Garden　ミクたん・スカイウォーカー（長岡未来）
- 初代 リナ・ステッグマイヤー
- 2代目 コズリル・ラヴィーン
- 3代目 ババイア・キャリー（元KBBYのBB）
- 4代目 ミーヅキー・ヘップバーン
- 5代目 パリス・チサトン
- 6代目 エコーレ・カルキン
- 7代目 マリナン・モンロー
- 8代目 レディー・婆婆(ババ)
- 9代目 シンヒー・ローパー
- 10代目 アーノルド・コマツネッガー
- 11代目 ジュノン・レノン
- 12代目 カトリーナ・ドヌーヴ
- 13代目 カワミッツ・マングローブ（川満姫野）
- 14代目 アリス・ウーバー
- 15代目 めゑこぶ

## 出演

### テレビ番組
- ハナタレナックス（北海道テレビ放送） 【アクアフレッシュ】
- 笑道〜黒帯〜（北海道文化放送）【アクアジェラート】
- 24時間テレビ 「愛は地球を救う」（札幌テレビ放送）【アクアジェラート】
- すすきのネオンサーカス（北海道文化放送） 【じょっぴんかる】
- てつヤバ!（北海道放送）【じょっぴんかる】
- 平岸我楽多団（北海道テレビ）【じょっぴんかる】
- 札幌NAMARA TV（J:COM札幌）【小悪魔ルーレット】
- 相席食堂（朝日放送テレビ、2025年2月1日・3月18日）【アクアジェラート】

### ラジオ番組
- さっぽろ吉本男まつり 【アクアジェラート】
- MOTTO SHINSAPPORO　金曜日担当
- 森崎将軍のRADIO NAVIGATION
- 1400（エフエム北海道、2025年6月3日）

### 舞台
- ALIVE 牧野役　国際曲劇団主催[4] 2010年9月25日公演

### 映画
- 漆黒の神威 〜浜野光一役〜第2話 第3話 劇場版episode 0

### MV
- ロッテアイス〜爽〜2015【じょっぴんかる】